# Planocrania
Planocrania es un género extinto de crocodiliano eusuquio. Planocrania es incluido en la familia Pristichampsidae junto con el género Pristichampsus. Ambos géneros fueron anteriormente asignados a la subfamilia Pristichampsinae dentro de la familia Crocodylidae antes de que fueran situados en su propia familia, Pristichampsidae. Actualmente se considera que hay dos especies en este género. La especie tipo, P. datangensis, fue nombrada en 1976 a partir de material hallado en Nanxiong en la provincia de Guangdong, China. Una segunda especie, P. hengdongensis, es conocido de la zona de Hengdong en la provincia de Hunan y fue descrito en 1984.